# Segmentpolaritätsgen
Segmentpolaritätsgene bestimmen das Zellmuster und die Ausrichtung innerhalb der einzelnen Segmente von Insekten.
Sie gehören zusammen mit den Lückengenen und den Paarregelgenen zu der Gruppe der zygotisch kontrollierten Segmentierungsgene.

## Funktion
Eine Mutation in diesen Genen kann zu Verlusten bestimmter Zellstrukturen (Deletionen) oder Duplikationen führen.
Ihre Funktion wurde am Modellorganismus Drosophila melanogaster untersucht, bei der zum Beispiel die Mutation in dem Segmentpolaritätsgen „wingless“ dazu führt, dass die adulte Fliege keine Flügel besitzt. Im „engrailed-Gen“ wird durch eine Mutation die Ausbildung einer Cuticula-Schicht verhindert.